# باولا إيوان
باولا إيوان (بالرومانية: Paula Ioan)‏ هي لاعبة جمباز فني رومانية، ولدت في 1 أبريل 1955 في بوخارست في رومانيا.

## وصلات خارجية
- باولا إيوان على موقع أوليمبيديا (الإنجليزية)